# Instituto Superior de Administração e Línguas da Madeira
O Instituto Superior de Administração e Línguas (ISAL) é uma instituição de ensino superior portuguesa localizada na cidade do Funchal, na Madeira.
Teve origem no ano de 1980, data em que foram criadas várias instituições de Ensino e Formação Profissional em Lisboa, que viriam a desenvolver ações importantes que culminaram com a criação do ISAL na ilha da Madeira. No ano de 1984, recebeu o parecer favorável por parte da Secretaria Regional da Educação da Região Autónoma da Madeira, para o seu funcionamento. Surge desta forma a primeira instituição privada com cursos pós-secundários na Região.
No ano de 1989, foi reconhecido o Instituto Superior de Administração e Línguas - ISAL como Instituição de Ensino Superior, através da Portaria nº 801/89 do Ministério da Educação, passando o mesmo a estar integrada no Sistema Educativo Português. Nesse mesmo ano e pela mesma portaria foram aprovados os seus planos de estudos de ensino superior particular e reconhecido o valor dos diplomas conferidos pelos cursos nele ministrados.
O ISAL foi, assim, a primeira Instituição de Ensino Superior na Região Autónoma da Madeira, com cursos superiores de Técnicas de Turismo e Organização e Gestão de Turismo, criados no ano lectivo 1989/1990, e de Gestão de Empresas.
Desde essa data o ISAL desenvolve, a par do ensino superior do turismo e da gestão, actividades complementares ou conexas com aquele ensino, designadamente nos domínios do aperfeiçoamento e consultoria em gestão e turismo.
Os Estatutos do ISAL foram registados por despacho, de 8 de outubro de 2009, do Ministro da Ciência, Tecnologia e Ensino Superior, e encontra-se publicado no Diário da República, 2º série, nº 214 de 4 de Novembro de 2009.

## História
O ISAL iniciou a sua atividade como instituição de ensino superior em 1984, desenvolvendo inicialmente diversos cursos superiores, atribuindo o grau de bacharel nas áreas da Gestão e Turismo.
No ano de 2005, o ISAL recebeu a autorização para lecionar a sua primeira licenciatura. Foi um marco histórico, pela primeira vez na Região Autónoma da Madeira é criada uma Licenciatura em Turismo.
No ano de 2006 o ISAL iniciou um novo projeto: as Pós-Graduações. Nesse ano foi desenvolvida uma Pós-Graduação em Direção Hoteleira. Anualmente o ISAL disponibiliza novas Pós-Graduações em áreas determinantes, sempre com o objetivo de dar resposta às necessidades da região.
O ano letivo de 2007/2008 foi marcado pela implementação do processo de Bolonha, passando o ISAL a disponibilizar 4 licenciaturas: Gestão de Empresas, Organização e Gestão Hoteleira, Turismo e Contabilidade e Finanças.
No ano letivo de 2020/2021 o ISAL apresenta a Licenciatura de Gestão de Empresas, com novo plano de estudo, acreditado pela Agência de Avaliação e Acreditação do Ensino Superior (A3ES) que acreditou a nova licenciatura por um período de seis anos, conforme o máximo previsto na lei.

## Campus

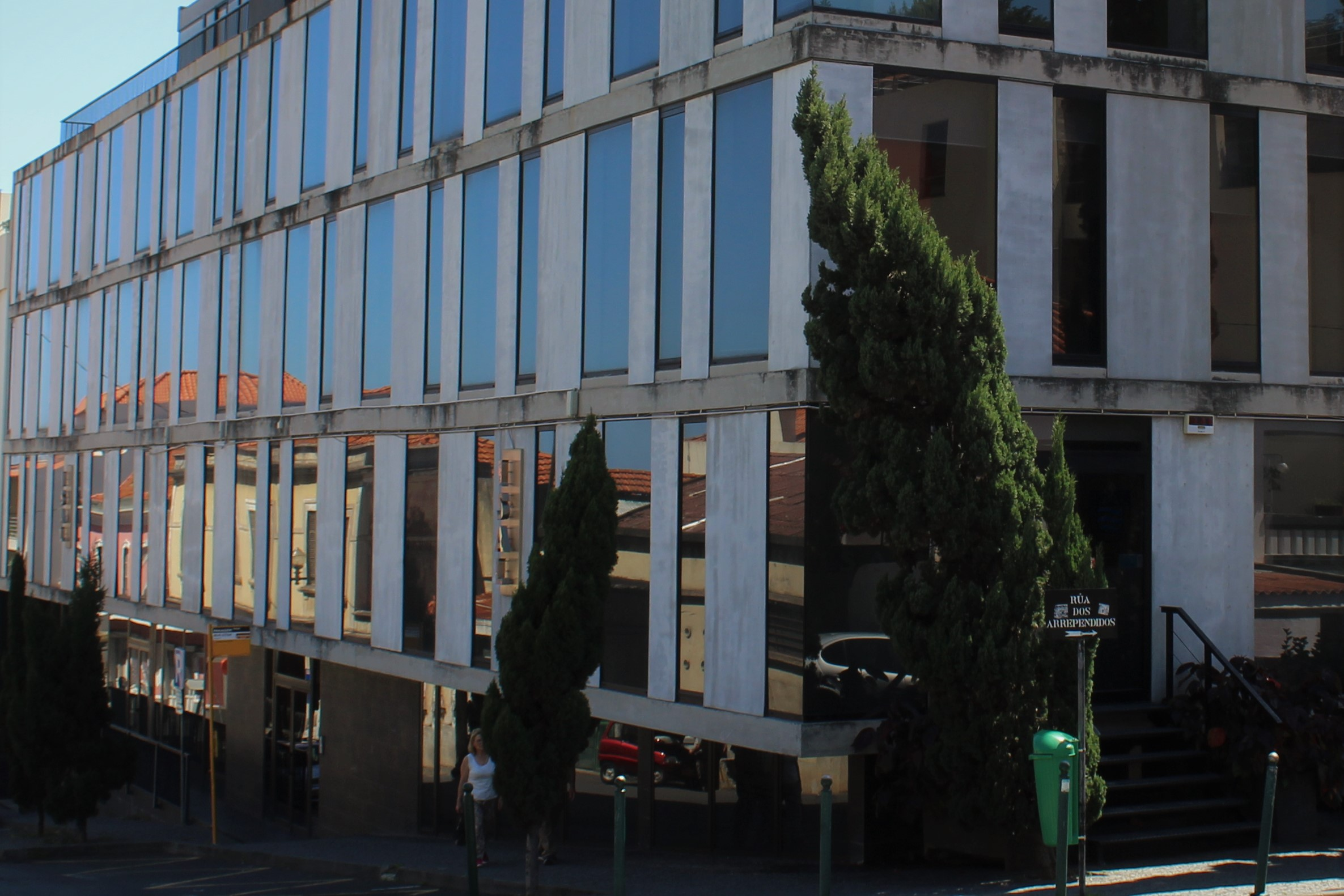
ISAL - Instituto Superior de Administração e Línguas

Em 2014 inaugurou as novas instalações, visando um bom desenvolvimento das ações no âmbito do ensino superior. Situado no centro do Funchal,  na rua do Comboio, em Santa Luzia, o ISAL conta com um novo auditório que permite desenvolver as estratégias de ensino e complementares ao ensino a par com as atuais licenciaturas. Neste espaço são desenvolvidos seminários, conferências que permitem dotar os alunos de competências diferenciadoras aquando inseridos no mercado de trabalho.
Em 2018 inaugurou as instalações próprias para acomodação dos seus estudantes. Situado a 250 metros do Campus proporciona um ambiente acolhedor e familiar com ampla área de estudo. 
"A missão do ISAL, desde o seu início, está intimamente relacionada com uma oferta vocacionada para as necessidades económicas e sociais da sua região, o que aliado à sua vertente politécnica (o saber-fazer) se traduz numa elevada taxa de empregabilidade."

## Associações, Núcleos e Laboratórios

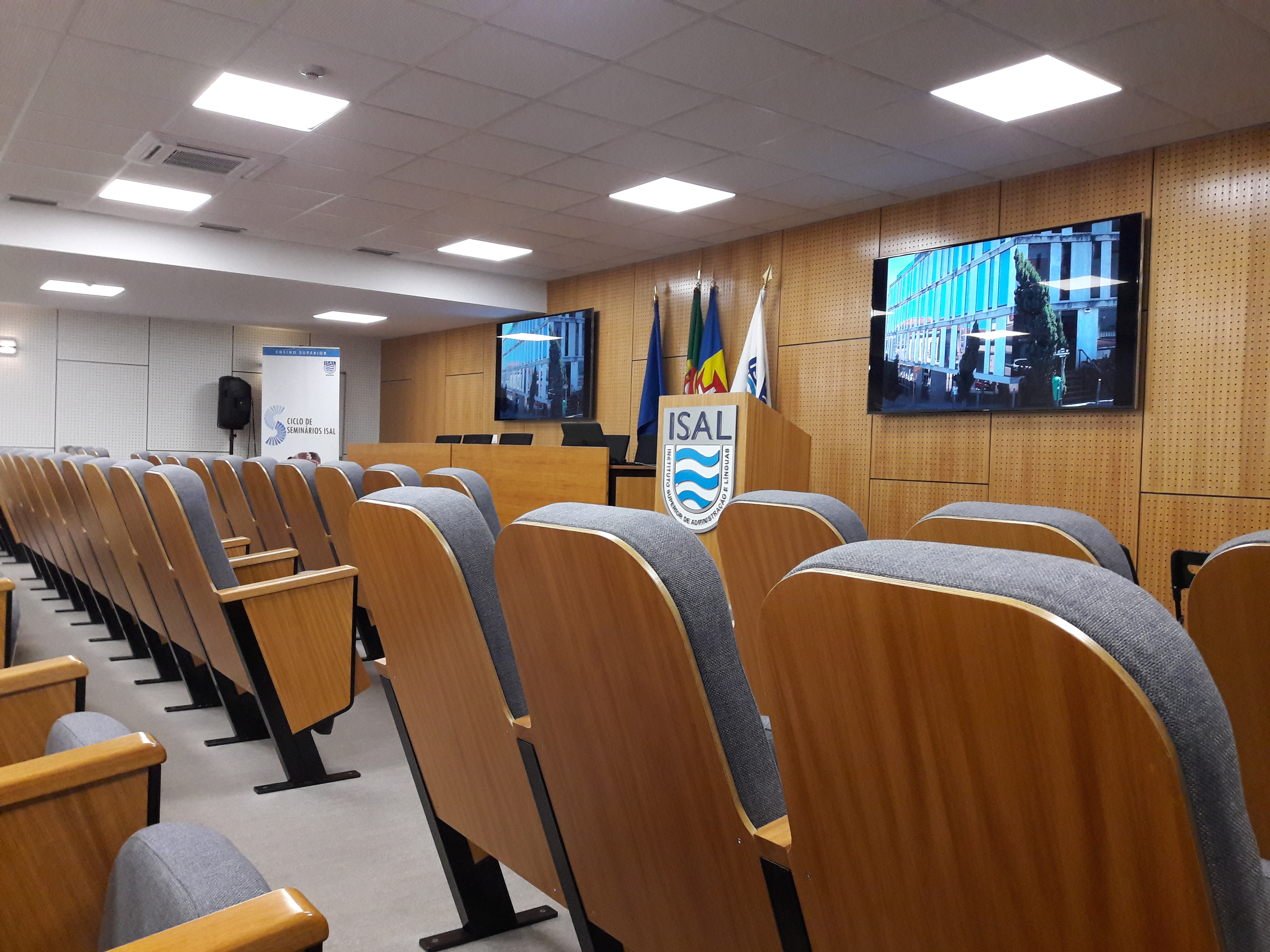
Auditório do Instituto Superior de Administração e Línguas

### Associações
- Associação de Estudantes do ISAL  - (AEISAL)[13][14]

### Núcleos
O ISAL criou diferentes núcleos que por um lado procuram colaborar com o aluno fortalecendo e desenvolvendo práticas no âmbito da leitura e escrita científica e por outro pretende desenvolver estudos de investigação e de intervenção pública, nos domínios da Gestão e Turismo sendo eles: Laboratório de Investigação Cientifica e Núcleo de Investigação - NIISAL.
Em 2019, o ISAL apresenta o Centro de Investigação do ISAL, que  visa atingir este elevado nível de mérito científico, de padrão de referência internacional, promovendo a qualidade na investigação e desenvolvendo novas redes de colaboração nacional e internacional para melhorar o perfil da unidade de I&D no panorama da investigação, regional, nacional e internacional. Em 2020, inserido no seu plano estratégico, o ISAL acolhe e organiza a conferência internacional Regional Helix 2020, com os seguintes temas: a competitividade regional, a inovação turística e a transferência de conhecimento. Em 2021, organiza a conferência internacional THINK+ 2021, assente em três pilares estratégicos: a prática pedagógica, a produção científica e a valorização profissional.

## Internacional
O ISAL promove um programa de intercâmbio de estudantes do ensino superior, inscritos em Universidade estrangeiras. Estes podem frequentar um semestre ou um ano letivo no ISAL, ao abrigo de um programa de mobilidade ou como estudantes independentes, para frequentar estudos ou até estágios.
Em 2017, no âmbito da estratégia de internacionalização, o ISAL passou a investir também no Brasil como polo de captação de estudantes internacionais, tanto pela relação cultural histórica com esse país, como pela facilidade da língua.

### Programa Erasmus
O ISAL participa no Programa Erasmus+, com várias parcerias com instituições de ensino europeias, localizadas na Grécia, Espanha, Croácia,Itália, Polónia, República Checa, França, Hungria, Lituânia, Eslováquia, Bulgária, Bélgica, Alemanha, Chipre e Turquia, mantendo um intercâmbio anual de alunos e de docentes com essas instituições.

## Prémios de mérito
O ISAL concede uma redução da propina aos candidatos do concurso normal de acesso que entrem pela primeira vez e que tenham uma média de candidatura igual ou superior a 16 valores. 
O ISAL concede ainda o prémio de Mérito ao melhor aluno dos cursos, consubstanciado na frequência de uma Pós-Graduação à escolha do aluno.
Em Janeiro de 2018, o instituto anunciou a atribuição de um prémio ao melhor artigo científico na temática "Administração Pública: Novos Desafios".